# Strangalia bicolor
Strangalia bicolor är en skalbaggsart som först beskrevs av Nils Samuel Swederus 1787.  Strangalia bicolor ingår i släktet Strangalia och familjen långhorningar. Inga underarter finns listade i Catalogue of Life.